# Möller's Deutsche Gärtner-Zeitung
Möller's Deutsche Gärtner-Zeitung (abreviado Möller's Deutsche Gärtn.-Zeitung) fue una revista con ilustraciones y descripciones botánicas que fue editada en Erfurt. Se publicaron 54 números desde el año 1886 hasta 1939.